# Chlorotettix latocinctus
Chlorotettix latocinctus är en insektsart som beskrevs av Delong 1945. Chlorotettix latocinctus ingår i släktet Chlorotettix och familjen dvärgstritar. Utöver nominatformen finns också underarten C. l. paraguayensis.